# Schloss Appelhof

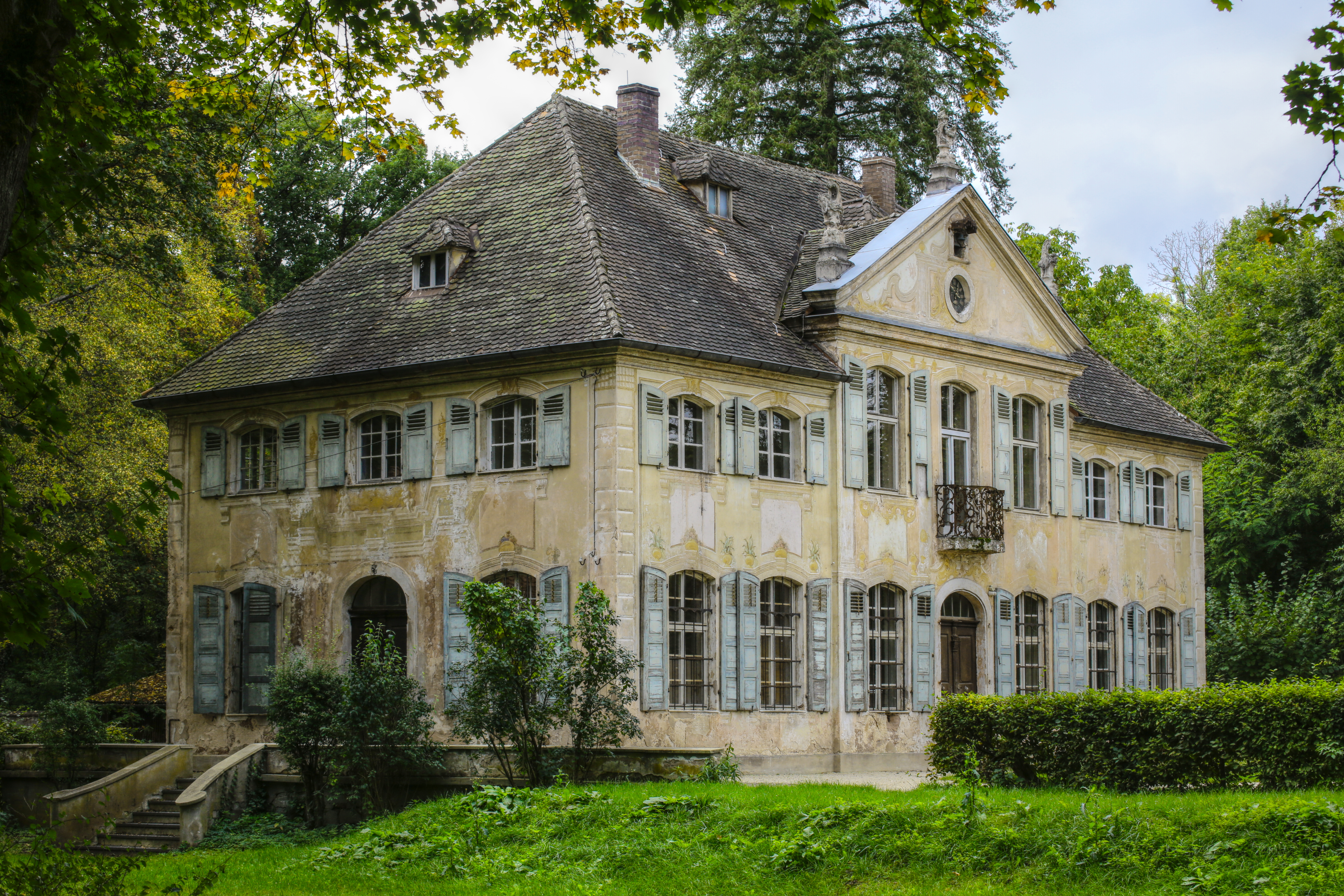
Jagd- und Lustschlösschen Appelhof

Schloss Appelhof ist ein früheres Jagd- und Lustschlösschen in Appelhof, einem Gemeindeteil des Marktes Allersberg im Landkreis Roth (Mittelfranken, Bayern).

## Geschichte
Appelhof wurde 1457 erstmals urkundlich erwähnt. Es gehörte zu diesem Zeitpunkt dem Herzog Ludwig von Bayern, danach diversen Nürnberger Patrizierfamilien. Das heutige Schloss wurde um 1760 von dem Allersberger Fabrikanten Jacob Gilardi erbaut und diente seiner Familie als Sommerresidenz. Es trägt die Handschrift des Architekten Gabriel de Gabrieli; ob er tatsächlich der Baumeister war, ist nicht bekannt. 1889 wurde es von dem Stiftefabrikanten Lothar von Faber erworben und war lange im Besitz der Familie Faber-Castell.
Das Anwesen ist seit 2011 unbewohnt. Im Jahr 2015 begann Anton-Wolfgang Graf von Faber-Castell, Kulturveranstaltungen dort durchzuführen, er starb jedoch im Folgejahr. 2021 verkaufte die Familie das Schloss an eine Privatperson, die eine Restaurierung plante.

## Baubeschreibung
Das ehemalige Schloss ist ein Baudenkmal (Denkmal-Nr. D-5-76-113-41):
Jagd- und Lustschlösschen Appelhof, für den Allersberger Fabrikbesitzer Jacob Gilardi errichtet:
Zweigeschossiger Putzbau mit Walmdach, Mittelrisaliten mit Dreiecksgiebeln und Spätrokokobemalung der Fassaden, nach Mitte 18. Jahrhundert, Bemalung 1904 freigelegt und restauriert

Gartenparterre, an der Ostseite des Schlösschens, wohl 18. Jahrhundert

Ehemalige Allee nach Allersberg, südlich des Schlösschens, 18./19. Jahrhundert, Einfriedung, Sandsteinquadermauer an der Westseite und Pfeilgitterzaun mit Tor an der Südseite, wohl spätes 19./frühes 20. Jahrhundert

Ehemaliger Schafstall, dann Graf Faber-Castell'sches Forsthaus, erdgeschossiger, langgestreckter Walmdachbau, 18. Jahrhundert, 1910 umgebaut 